# A Troll in Central Park
A Troll in Central Park (udgivet i nogle lande som Stanley's Magic Garden) er en amerikansk animeret musikalsk fantasi - komedie film som blev instrueret af Don Bluth og Gary Goldman, skaberne af Tommelise, Landet for længe siden, Alle hunde kommer i himlen, Fru Brisbys Hemmelighed og Rejsen til Amerika. 
Den blev udgivet den 7. oktober 1994 af Warner Bros. Family Entertainment. 